# نازک‌مرغ سرقهوه‌ای
نازک‌مرغ سرقهوه‌ای (نام علمی: Apalis alticola) نام یک گونه از سرده نازک‌مرغ است.